# Lego Creator: Гаррі Поттер
Lego Creator: Harry Potter (в українському варіанті — «Lego Creator: Гаррі Поттер») — серія відеоігор жанру «пісочниця». Виданням займається компанія LEGO Media.
Видавцем та першої частини гри в країнах СНД стала компанія Новий Диск, а локалізацію виконала студія Селена Інтернешнл. Друга частина російською мовою не видавалася.

## Ігри серії
Вихід першої частини гри, «Lego Creator: Harry Potter» (укр. Lego Creator: Гаррі Поттер), відбувся в листопаді 2001 року на США і через рік, в 2002 році, в Росії. Гра заснована на книзі «Гаррі Поттер і філософський камінь», сюжет якої оповідає про юного чарівника на ім'я Гаррі Поттер, який потрапив до школи чарівництва й чарівництва Гоґвортс.
Друга частина, «Lego Creator: Harry Potter and the Chamber of Secrets» (укр. Lego Creator: Гаррі Поттер і Таємна кімната), заснована на книзі «Гаррі Поттер і Таємна кімната», була випущена 6 грудня 2002 року.

## Ігровий процес
Подібно іншим LEGO-ігор, всі персонажі й інтер'єри ігри виконані в стилістиці кубиків конструктора. Сюжетна лінія ігор заснована на однойменних книгах — «Гаррі Поттер і філософський камінь» і «Гаррі Поттер і Таємна кімната».
Граючи за різних персонажів (серед яких троє головних героїв книжкової серії про Гаррі Поттера), гравець побуває на чотирьох основних і п'яти додаткових локаціях. У їх числі: приміщення замку Гоґвортс, заборонений коридор на третьому поверсі, кабінет зіллєваріння і т.д. Однією з особливостей гри є можливість «добудовувати» приміщення в замку Гоґвортс за допомогою віртуальних кубиків, маніпулюючи й обертаючи їх — таким чином необхідно проходити й деякі ігрові завдання. На одному з рівнів гравець зможе керувати поїздом Гоґвортський експрес, а також використовувати заклинання (одне з яких дозволяє влаштовувати феєрверки).
На рівнях, «побудованих» гравцем за допомогою віртуальних кубиків конструктора Lego, дозволено міняти погоду (на вибір надано декілька варіантів: ясно, сонячно, дощитиме, сніг, туман) і час доби (день-ніч). Також за допомогою вбудованого в гру інструменту можна створювати свої об'єкти або персонажів.
У другій частині гри з'явилася можливість розставляти на рівні рухомі об'єкти й чарівні істоти. Ці істоти — змії, гобліни, тролі і дракон Норберт. Гравець може брати на себе управління одним з істот, відкриваючи нерозвідані раніше області. Крім того, для відкриття доступу до нових місць, гравець повинен виконувати прості доручення. Також збільшилася кількість ігрових персонажів, якими можна управляти.

### Ігрові персонажі
Персонажі, якими можна управляти(список вказаний відповідно до частини другої гри):
- Гаррі Поттер
- Рон Візлі
- Герміона Грейнджер
- Драко Мелфой
- Джіні Візлі
- Том Редл
- Албус Дамблдор
- Ґільдерой Локарт
- Мадам Гуч